# فولتا كاتالونيا 1944
فولتا كاتالونيا 1944 (بالإسبانية: Volta a Cataluña 1944)‏ هو سباق دراجات هوائية، وهو الموسم رقم 24 من السباق، وأقيم خلال الفترة 27 أغسطس 1944، وحتى 3 سبتمبر 1944، وهو من نوع  موسم.
فاز فيه بالمركز الأول  Miguel Casas ‏، وبالمركز الثاني  دالماثيو لانغاريكا، وبالمركز الثالث  Vicente Miró ‏.

## الفائزون
| الترتيب | الفائز             |
| ------- | ------------------ |
| الفائز  | Miquel Casas ‏      |
| الثاني  | دالماثيو لانغاريكا |
| الثالث  | Vicente Miró ‏      |